# Maxime Demontfaucon
Pour les articles homonymes, voir Demontfaucon.
 (septembre 2023).
Si vous disposez d'ouvrages ou d'articles de référence ou si vous connaissez des sites web de qualité traitant du thème abordé ici, merci de compléter l'article en donnant les références utiles à sa vérifiabilité et en les liant à la section « Notes et références ».
Maxime Demontfaucon, né le 3 novembre 1993 à Dole (Jura), est un rameur français actuellement licencié et entraineur à l'Entente nautique d'Aix-les-Bains aviron depuis 2022.

## Palmarès

### Championnats du monde

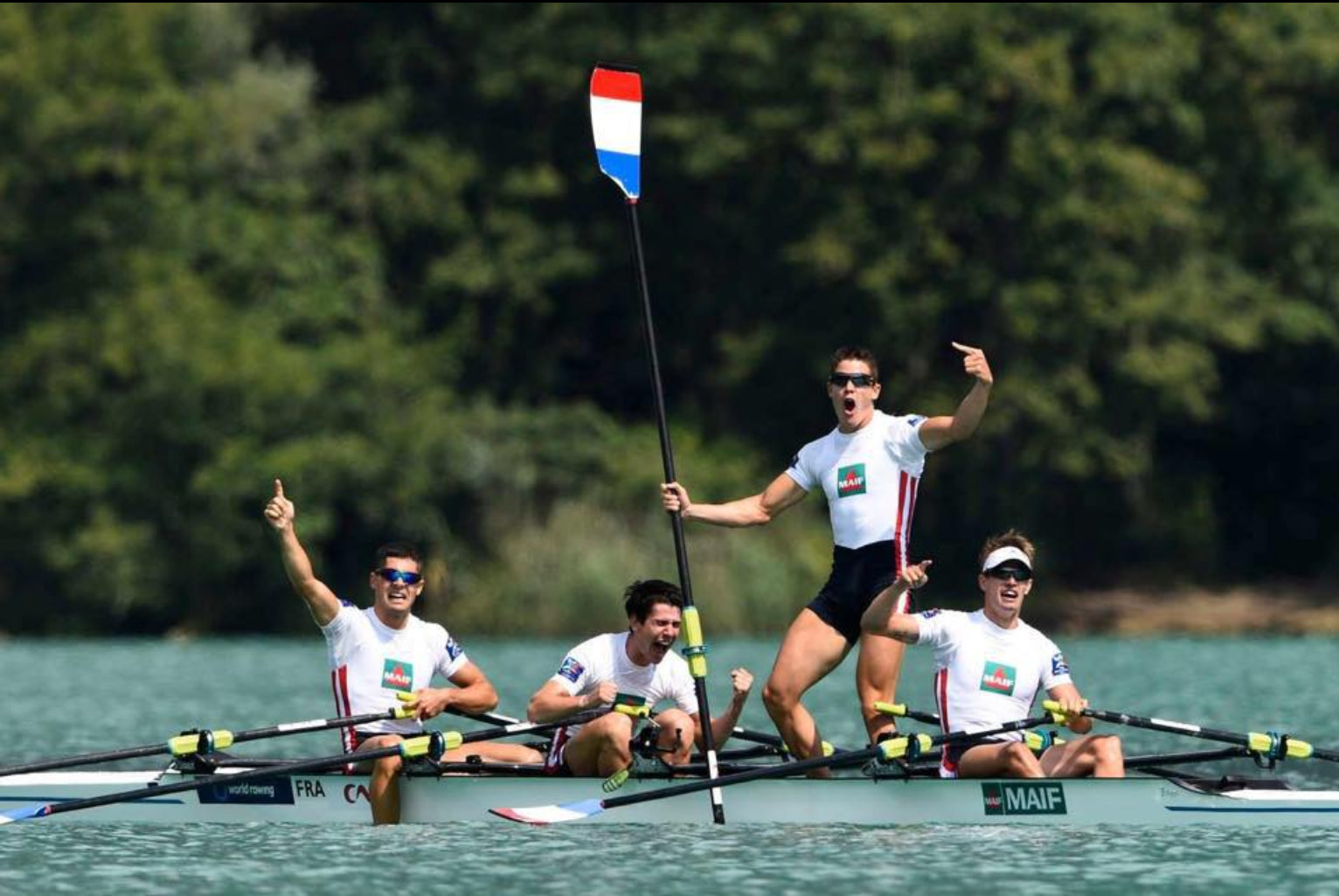
Victoire de l'équipe Quatre de couple Demontfaucon-Piqueras-Houin-Maunoir

| Discipline           | Chungju 2013 Corée du Sud | Amsterdam 2014 Pays-Bas | Aiguebelette 2015, France | Rotterdam 2016 Pays-Bas | Sarasota 2017 États-Unis |
| -------------------- | ------------------------- | ----------------------- | ------------------------- | ----------------------- | ------------------------ |
| Quatre de couple, pl |                           |                         | Or                        | Argent                  | Or                       |

### Championnats d'Europe
| Discipline           | Séville 2013 Espagne | Belgrade 2014 Serbie | Poznań 2015 Pologne | Aiguebelette 2016 France |
| -------------------- | -------------------- | -------------------- | ------------------- | ------------------------ |
| Quatre de couple, pl |                      |                      |                     |                          |